# Carolina Isakson de Barco
Pour les articles homonymes, voir Carolina Barco.
Carolina Isakson de Barco  née Isakson  le 6 janvier 1930 à York (Pennsylvanie) et morte le 14 janvier 2012 à Bogota (Colombie) est, en sa qualité d'épouse du 27e président de la république de Colombie, Virgilio Barco Vargas, la Première dame de Colombie du 7 août 1986 au 7 août 1990,,.